# 舊灣仔郵政局

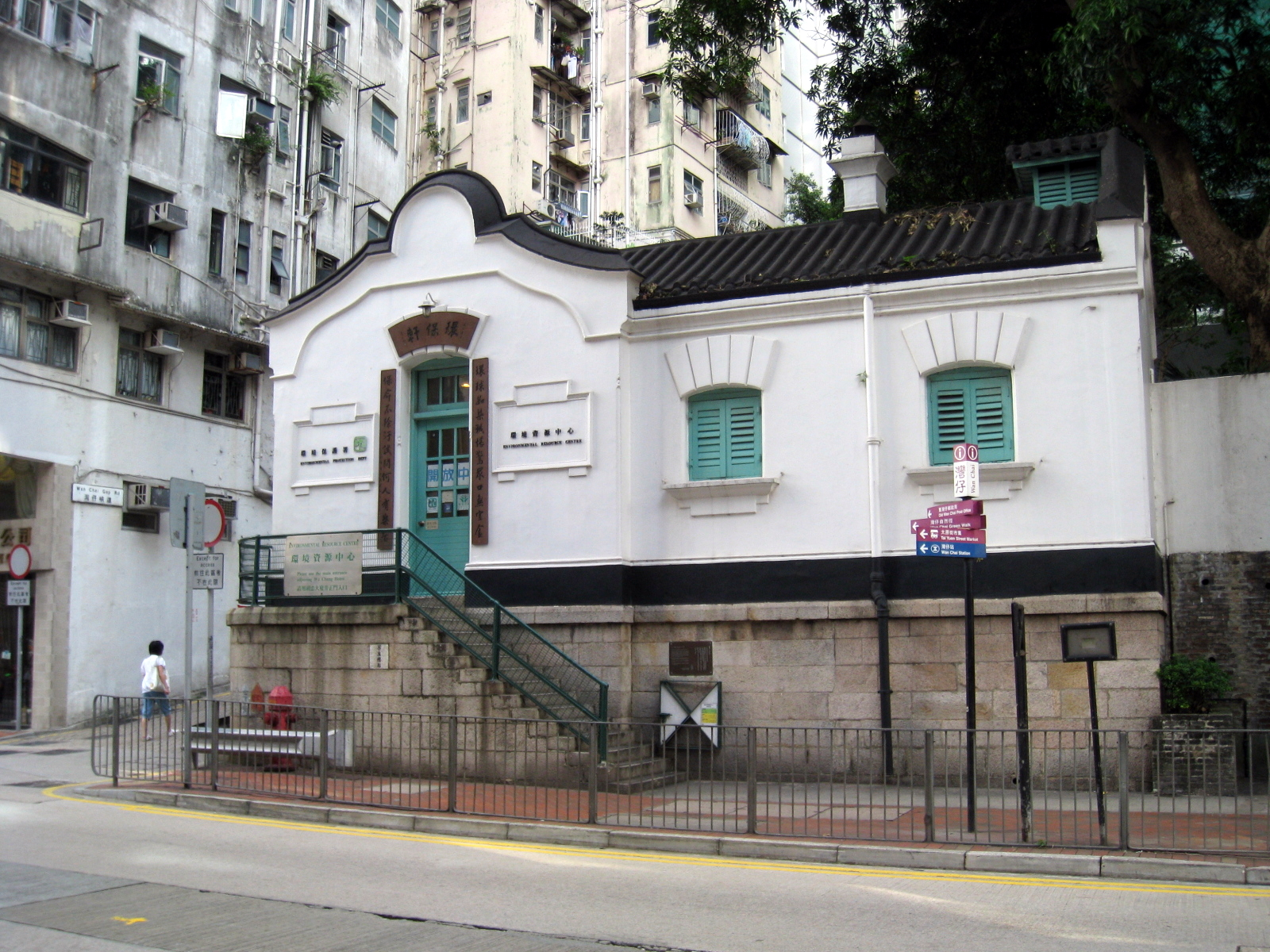
舊灣仔郵政局（2008年）

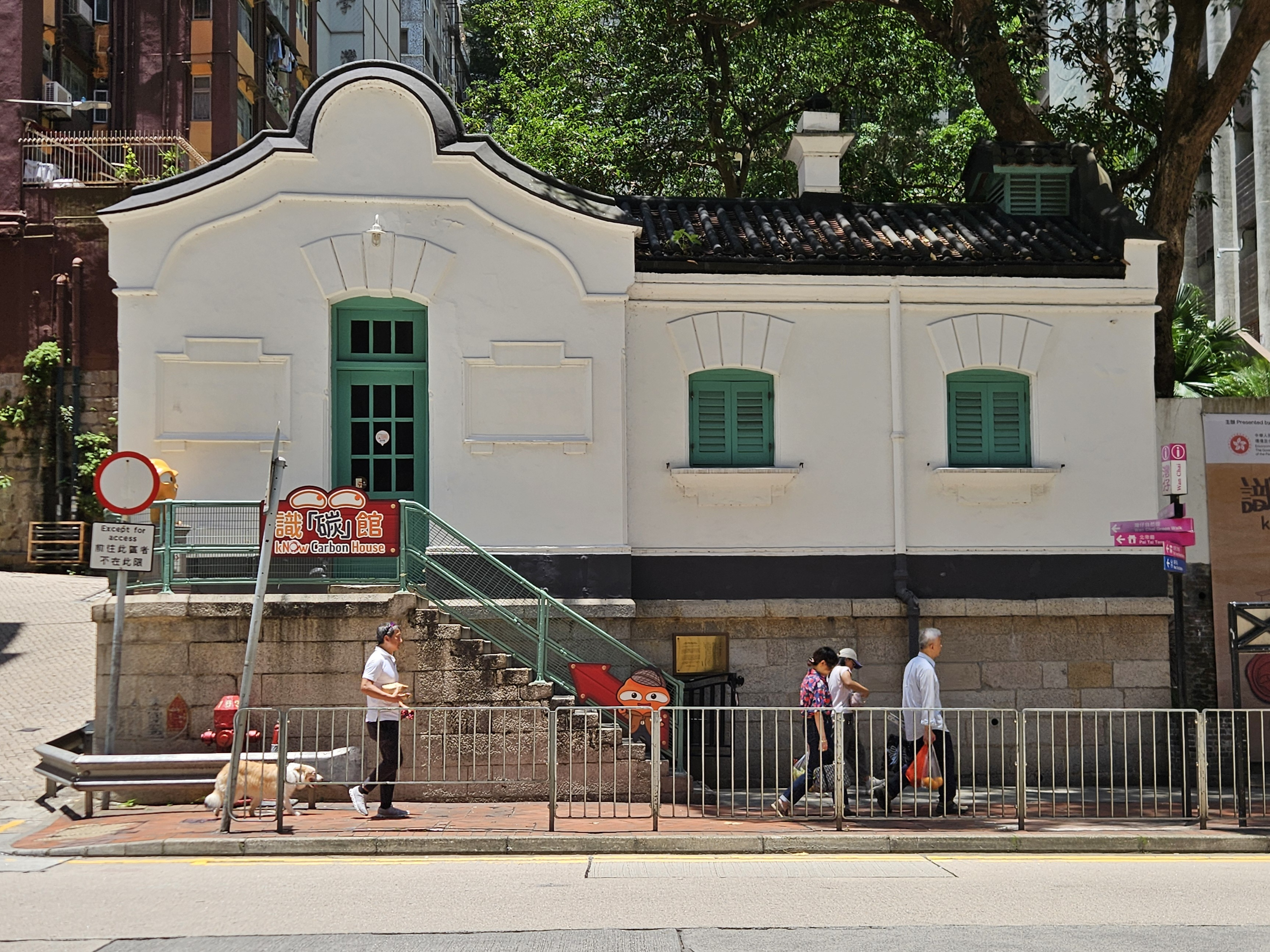
舊灣仔郵政局（2025年6月）

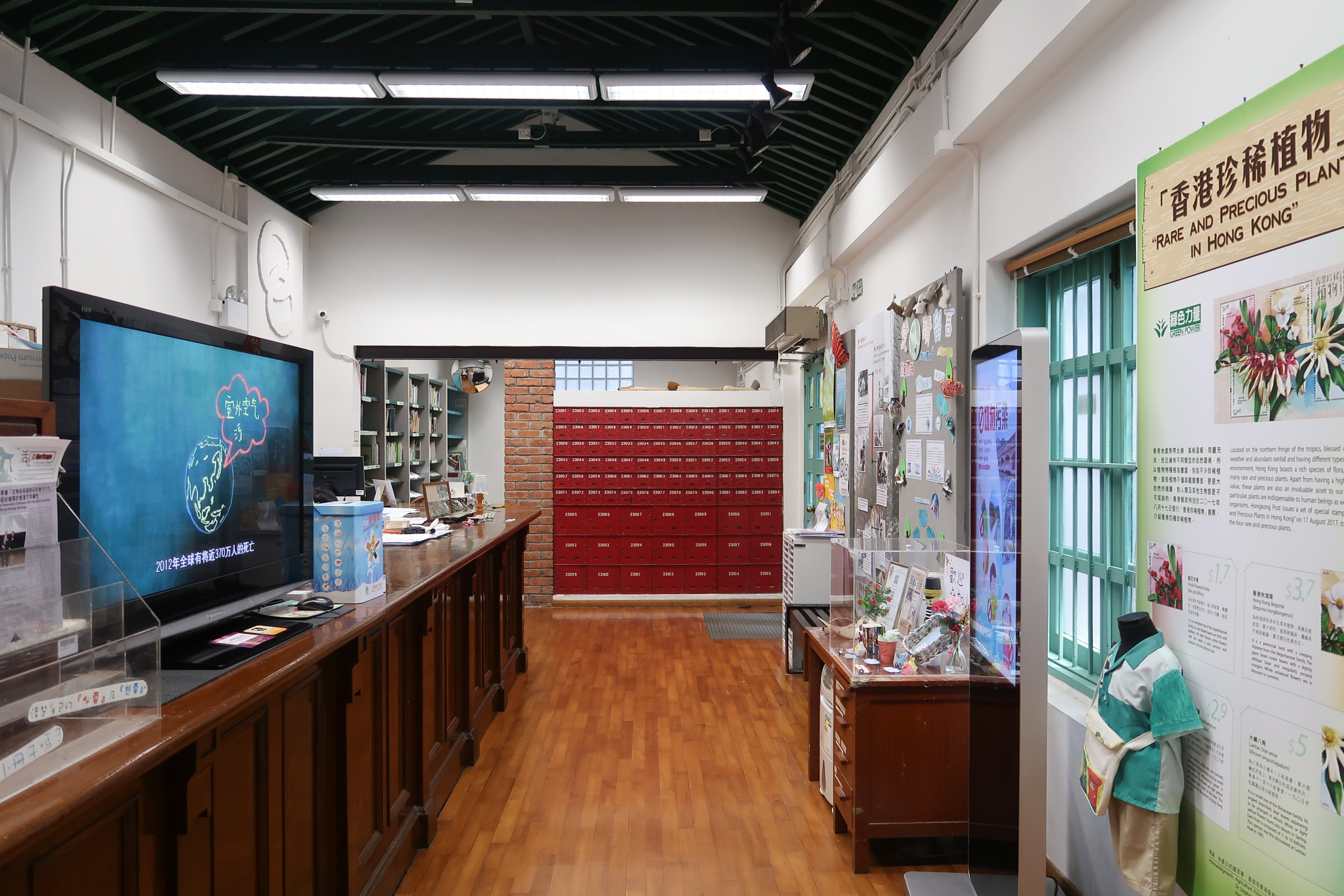
舊灣仔郵政局內的郵箱

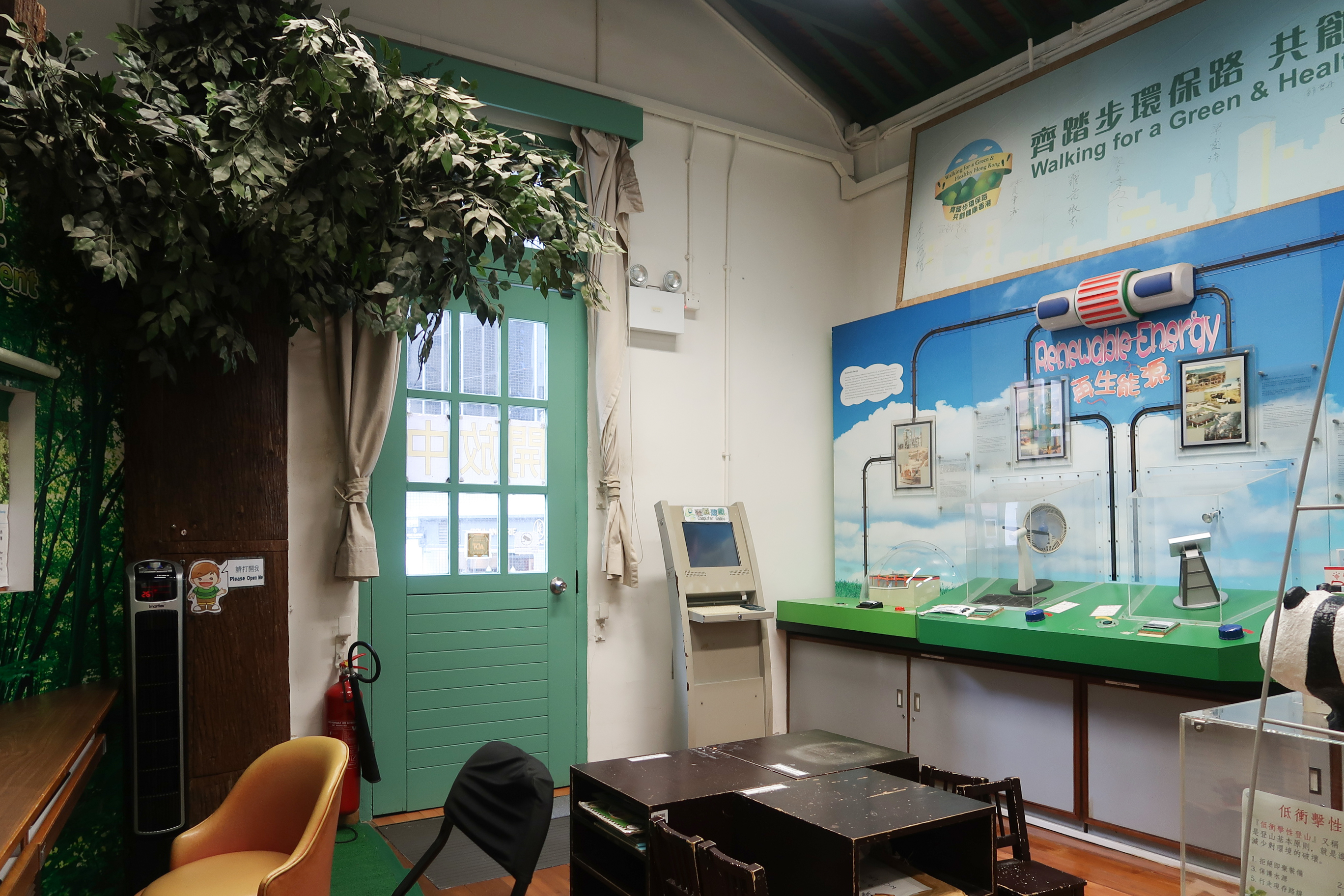
舊灣仔郵政局內部自1993年開始為環境資源中心

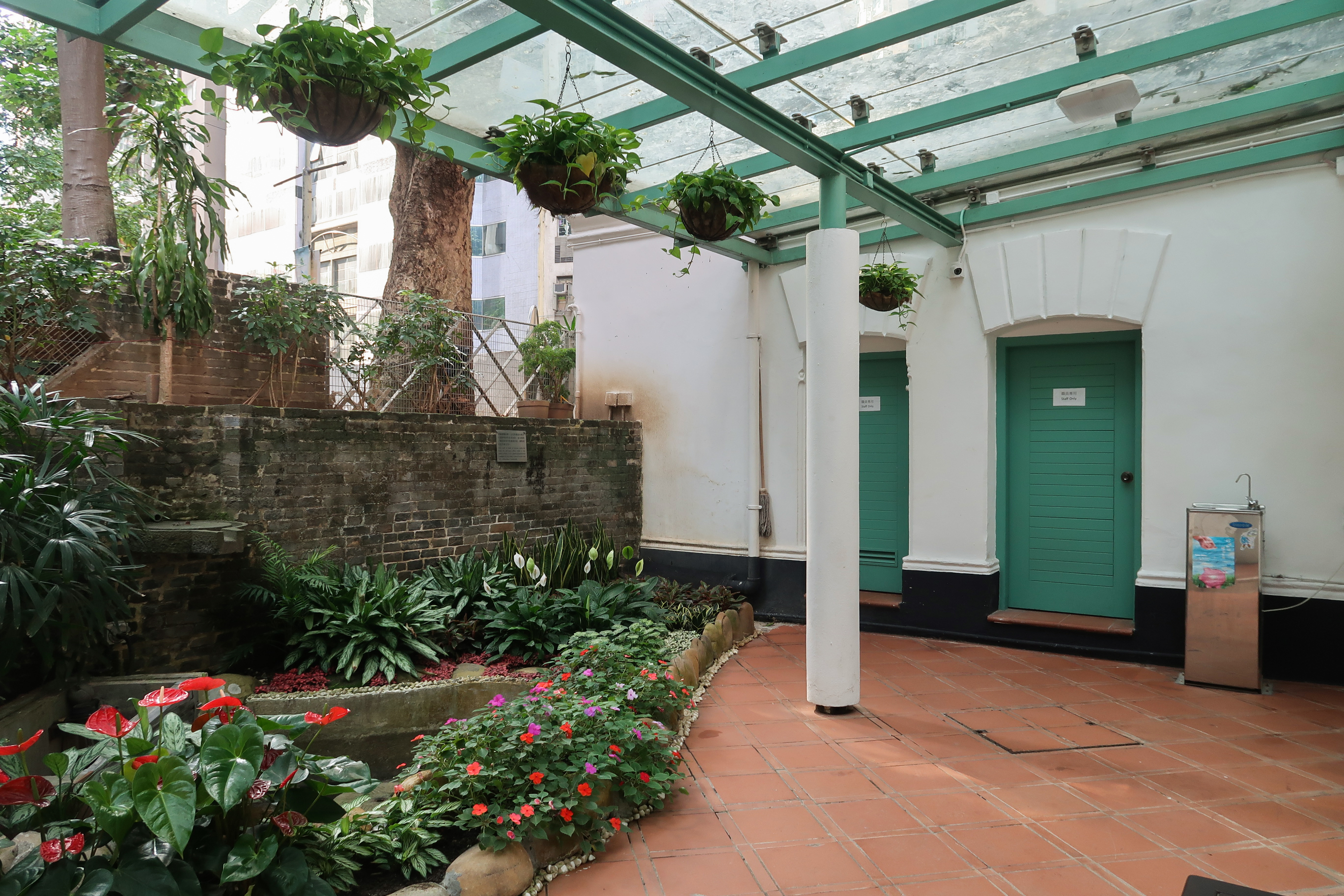
庭院

舊灣仔郵政局位於香港香港島灣仔區皇后大道東221號，這座曲尺形建築物坐落於灣仔峽道和皇后大道東交界，於1912年至1913年間興建，於1915年3月1日啟用，是香港現存歷史最悠久的郵政局建築。1990年建築被列為香港法定古蹟，由環境保護署於1993年開始作為環境資源中心──環保軒，展示關於環境保護的資料及圖片等。中心内展示的物件大多為真實古跡古物而非仿製品。2024年，它被重新定位為識「碳」館，用以促進香港的碳中和。

## 開放時間
- 星期一、三至五：10:00-17:00
- 星期二及公眾假期：休息

## 周邊
- 灣仔峽道
- 合和中心
- 胡忠大廈
- 太原街
- 灣仔街市
- 藍屋

## 外部連結
- 環境保護署灣仔環境資源中心 （页面存档备份，存于）